# Alessio Boni
Alessio Boni (4 de julio de 1966) es un actor italiano, más conocido por haber interpretado a Mino Tonelli en La Donna del Treno y al sargento Cerato en el filme holywoodense The Tourist.

## Biografía

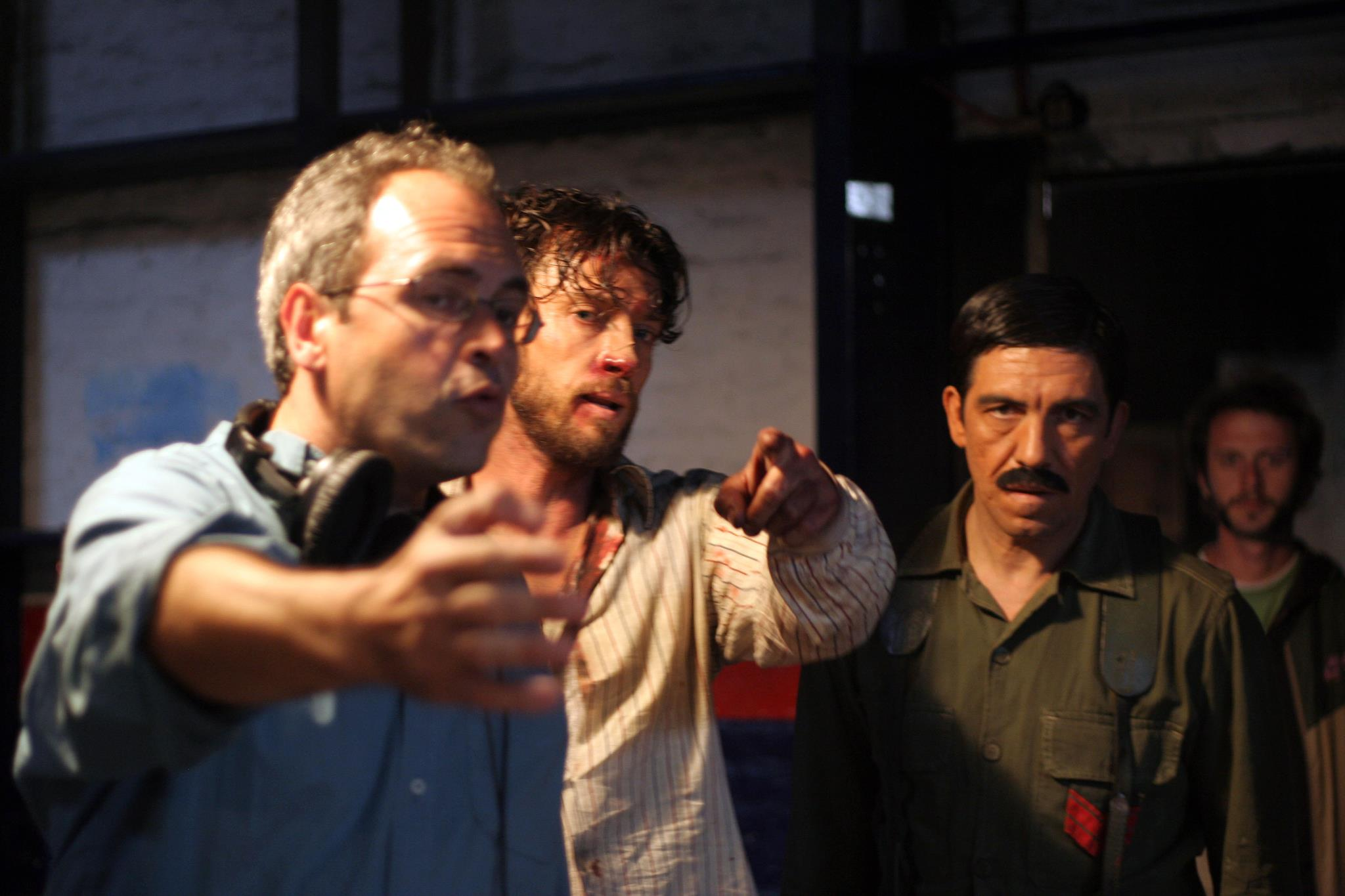
Alessio (en medio) durante el rodaje de la película "Complici del silenzio" en el 2009.

Es el segundo de tres hermanos, Marco es el mayor y Andrea es el menor, uno de ellos es sacerdote y el otro trabaja como alicatador.
Habla con fluidez italiano, inglés y francés. Es muy buen amigo de los actores Luigi Lo Cascio y Fabrizio Gifuni.
En 2005 comenzó a salir con una joven llamada Bianca.

## Carrera
En 1992 recibió el diploma de la academia de Bellas Artes "Silvio D'Amico", su maestró fue Orazio Costa Giovangigli. En 1998 obtuvo el papel de Mino Tonelli en la miniserie italiana La Donna del Treno.
En 2001 apareció en la película L'uomo del vento, donde interpretó al expiloto Massimo Poggio. En 2007 se unió al elenco de la miniserie War and Peace, donde interpretó al príncipe Andrej Bolkonsky. En 2009 se unió al elenco de la película Complici del Silenzio, donde interpretó al periodista italiano Maurizio Gallo. Ese mismo año interpretó al compositor italiano Giacomo Puccini en la película italiana Puccini. 
En 2010 obtuvo el papel del sargento Cerato en la película The Tourist. En 2012 apareció en la película The Absinthe Drinkers, donde dio vida a Luca Rossetti.

## Filmografía

### Películas
| Año  | Título                                   | Personaje                  | Notas                                                                                 |
| ---- | ---------------------------------------- | -------------------------- | ------------------------------------------------------------------------------------- |
| 2015 | Respiri                                  | Francesco                  | junto a Milena Vukotic, Eva Grimaldi, Nino Frassica, Lidiya Liberman & Pino Calabrese |
| 2015 | In un posto bellissimo                   | -                          | junto a Isabella Ragonese, Piera Degli Esposti & Paolo Sassanelli                     |
| 2014 | Il decalogo della sicurezza stradale     | -                          | junto a Enrico Lo Verso, Karin Proia, Romano Reggiani & Lidia Vitale                  |
| 2014 | Fuori Mira                               | Stephan                    | junto a Jean-Christophe Folly, Martina De Santis, Lino Capolicchio & Roberto Citran   |
| 2014 | Maldamore                                | Paolo                      | junto a Ambra Angiolini, Luisa Ranieri, Luca Zingaretti & Claudia Gerini              |
| 2012 | Walter Chiari - Fino all'ultima risata   | Walter Chiari              | junto a Bianca Guaccero, Anna Drijver, Dajana Roncione, Karin Proia & Caterina Misasi |
| 2012 | The Absinthe Drinkers                    | Luca Rossetti              | junto a John Hurt, Tim Roth, Peter Facinelli & Alicja Bachleda                        |
| 2010 | The Tourist                              | Sargento Cerato            | junto a Paul Bettany & Raoul Bova                                                     |
| 2010 | Come un Soffio                           | -                          | corto - junto a Valeria Golino                                                        |
| 2010 | Sinestesia                               | Alan                       | junto a Eva Allenbach & Federico Caprara                                              |
| 2009 | Christine Cristina                       | Gerson                     | junto a Antonella Attili & Paola Tiziana Cruciani                                     |
| 2009 | Complici del Silenzio                    | Maurizio Gallo             | junto a Giuseppe Battison, Jorge Marrale, Juan Leyrado & Florencia Raggi              |
| 2009 | Puccini                                  | Giacomo Puccini            | junto a Sophie von Kessel & Andrea Giordana                                           |
| 2009 | Sanguepazzo                              | Golfiero Goffredi/Taylor   | junto a Monica Bellucci                                                               |
| 2009 | Rebecca, La Prima Moglie                 | Maxime De Winter           | junto a Cristiana Capotondi & Valentina Sperlì                                        |
| 2007 | Caravaggio                               | Caravaggio                 | junto a Jordi Mollà, Benjamin Sadler, Marco Calvani & Elena Sofia Ricci               |
| 2006 | Viaggio Segreto                          | Leo Ferri                  | junto a Donatella Finocchiaro, Valeria Solarino & Claudia Gerini                      |
| 2006 | Arrivederci Amore, Ciao                  | Giorgio Pellegrini         | junto a Michele Placido & Isabella Ferrari                                            |
| 2005 | La Bestia Nel Cuore                      | Franco                     | junto a Giovanna Mezzogiorno, Stefania Rocca & Luigi Lo Cascio                        |
| 2005 | Quando sei nato non puoi più nasconderti | Bruno                      | junto a Michela Cescon & Rodolfo Corsato                                              |
| 2005 | Non aver paura                           | Franco                     | junto a Laura Morante & Cesare Bocci                                                  |
| 2005 | La Caccia                                | Lorenzo                    | junto a Andrea Osvárt & Claudio Amendola                                              |
| 2004 | Cime Tempestose                          | Heathcliff                 | junto a Franco Castellano, Luca Cianchetti & Ivo Novák                                |
| 2004 | Vite a Perdere                           | Pino                       | junto a Karin Proia                                                                   |
| 2003 | La meglio gioventù                       | Matteo Carati              | junto a Luigi Lo Cascio, Adriana Asti & Maya Sansa                                    |
| 2002 | Il Diario di Matilde Manzoni             | Giovanni Battista Giorgini | junto a Luca Calvani, Urbano Barberini & Corinne Cléry                                |
| 2002 | L'altra Donna                            | Simone                     | junto a Anita Caprioli & Filippo Timi                                                 |
| 2002 | Dracula                                  | Quincy                     | junto a Patrick Bergin, Giancarlo Giannini & Stefania Rocca                           |
| 2001 | L'uomo del Vento                         | Massimo Poggio             | junto a Luca Biagini, Tosca D'Aquino & Massimo Poggio                                 |
| 2000 | Senza Paura                              | Marco                      | junto a Massimo Bonetti & Claudio Botosso                                             |
| 1996 | Ha-Italkim Ba'im                         | Roberto                    | junto a Vincenzo Crocitti & Yona Elian                                                |
| 1996 | Dopo la Tempesta                         | -                          | junto a Senta Berger                                                                  |
| 1996 | Il Conte di Montecristo                  | -                          | junto a Enrico Baroni & Nicola Del Buono                                              |
| 1994 | Tutti I Giorni Sì                        | -                          | corto - junto a Francesco Adolini & Daniele Di Ianni                                  |
| 1993 | Dove siete? Io sono qui                  | -                          | junto a Chiara Caselli & Anna Bonaiuto                                                |
| 1991 | Gioco Perverso                           | -                          | junto a Claudia Gerini                                                                |
| 1990 | Il Mago                                  | Michele                    | junto a Anthony Quinn                                                                 |

### Series de televisión
| Año  | Título                | Personaje                 | Notas                                        |
| ---- | --------------------- | ------------------------- | -------------------------------------------- |
| 2015 | La Catturandi         | -                         | miniserie                                    |
| 2014 | Gli anni spezzati     | Giorgio Venuti            | episodio "L'ingegnere"                       |
| 2013 | Odysseus              | Ulysse / Odysseus         | 8 episodios                                  |
| 2012 | Mai Per Amore         | Stefano                   | episodio "La fuga di Teresa" - miniserie     |
| 2011 | I cerchi nell'acqua   | Davide Freccero           | 4 episodios                                  |
| 2010 | Tutti pazzi per amore | Adriano Ventoni           | 26 episodios                                 |
| 2007 | War and Peace         | Príncipe Andrej Bolkonsky | 4 episodios - miniserie                      |
| 2001 | Incantesimo 4         | Marco Oberon              | -                                            |
| 2000 | Incantesimo 3         | Marco Oberon              | -                                            |
| 1999 | Pepe Carvalho         | Mauro Dejana              | episodio "Alla ricerca di Sheherazade"       |
| 1999 | Mai con i quadri      | -                         | miniserie                                    |
| 1998 | Incantesimo           | Dr. Marco Oberon          | -                                            |
| 1998 | La donna del treno    | Mino Tonelli              | miniserie                                    |
| 1997 | Un prete tra noi      | Gianni                    | 5 episodios                                  |
| 1989 | Classe di ferro       | -                         | episodio "Messo in congedo per motivi gravi" |

### Teatro
| Año | Título                   | Director         | Teatro        | Notas                                                  |
| --- | ------------------------ | ---------------- | ------------- | ------------------------------------------------------ |
| -   | Caeavaggio Nero D'Avorio | -                | -             | -                                                      |
| -   | Art                      | -                | Nuovo Theatre | junto a Alessandro Haber & Gigio Alberti               |
| -   | Il dio della Carneficina | Roberto Andò     | Nuovo Theatre | junto a Anna Bonaiuto, Michela Cescon & Silvio Orlando |
| -   | Pelerinage               | -                | -             | junto a Chiara Muti                                    |
| -   | L'Avaro                  | Giorgio Strehler | -             | junto a Paolo Villaggio                                |

## Premios y nominaciones
| Año  | Categoría                                                                    | Premio                       | Película                                 | Resultado |
| ---- | ---------------------------------------------------------------------------- | ---------------------------- | ---------------------------------------- | --------- |
| 2014 | Outstanding Actor in a Mini-Series                                           | Golden Nymph Award           | Gli anni spezzati                        | Nominado  |
| 2011 | -                                                                            | FilmVideo Award              | -                                        | Ganador   |
| 2010 | Best Dramatic Actor                                                          | Golden Graal Award           | Complici del silenzio                    | Nominado  |
| 2010 | Best Actor                                                                   | Golden Pegasus Award         | Complici del Silenzio                    | Ganador   |
| 2009 | Best Dramatic Actor                                                          | Golden Graal Award           | Sanguepazzo                              | Nominado  |
| 2008 | Best Performance by an Actor in a Television Film                            | Magnolia Award               | Caravaggio                               | Ganador   |
| 2007 | Best Actor                                                                   | Bastia Italian Film Festival | Arrivederci Amore, Ciao                  | Ganador   |
| 2006 | Best Actor                                                                   | Golden Globe Italy           | Arrivederci Amore, Ciao                  | Ganador   |
| 2006 | Best Ensemble Cast (junto a Adriana Asti, Luigi Lo Cascio & Fabrizio Gifuni) | Chlotrudis Award             | La Meglio Gioventù                       | Nominados |
| 2005 | Best Breakthrough Actor                                                      | Golden Globe Italy           | Quando Sei Nato Non Puoi Più Nasconderti | Ganador   |
| 2005 | Best Ensemble Cast                                                           | Chlotrudis Award             | Quando Sei Nato Non Puoi Più Nasconderti | Nominado  |
| 2004 | Best Actor (junto a Andrea Tidona, Luigi Lo Cascio & Fabrizio Gifuni)        | Silver Ribbon                | La Meglio Gioventù                       | Ganadores |
| 2004 | -                                                                            | Shadowline Award             | -                                        | Ganador   |